# Tetrastigma encephalospermum
Tetrastigma encephalospermum är en vinväxtart som beskrevs av Henry Nicholas Ridley. Tetrastigma encephalospermum ingår i släktet Tetrastigma och familjen vinväxter. Inga underarter finns listade i Catalogue of Life.